# Startenhuizen
Startenhuizen (Gronings: Staartenhoezen) is een dorp dat in de gemeenten Het Hogeland en Eemsdelta ligt. De grens ligt bij de Eemshavenweg.
Voor de gemeentelijke herindeling van 1990 maakte het deel uit van het dorp Garsthuizen. Nadien heeft dit gedeelte, een tiental huizen, de naam Startenhuizen gekregen, wat feitelijk de naam van een westelijk gelegen gebied is, waarin zes boerderijen liggen. De naam Startenhuizen komt van staart (stert), een smalle landpunt, dat wil zeggen het land gelegen tussen het Maarvliet (de gemeentegrens met Eemsdelta) en het Startenhuistermaar.
Het dorp lag oorspronkelijk verder westelijk. Het huidige dorp heeft geen eigen kerk, deze is omstreeks 1590 afgebroken, omdat het toenmalige dorp te weinig inwoners had. De kerkgang was nadien naar Eppenhuizen of Garsthuizen, waar het nagenoeg aan vast ligt. De wierde waarop de kerk was gelegen (53° 22′ 25″ NB, 6° 41′ 54″ OL) werd nog lang 'Oude Kerkhof' genoemd. De wierde werd nadien deels afgegraven en vormt nu onderdeel van een groter landbouwperceel. Op de plek zijn in het verleden menselijke resten gevonden.
Het aantal inwoners van het dorp per 1 januari 2023 is onbekend, omdat het CBS de BAG-woonplaats "Startenhuizen", niet als zodanig afgebakende wijk/buurt heeft ingedeeld. Voor het CBS maakt de BAG-woonplaats Startenhuizen onderdeel uit van de buurt "Buitengebied Kantens", welke een veel groter gebied omvat dan enkel de plaats Startenhuizen.